# Biadacz (powiat kluczborski)
Biadacz (niem. Ludwigsdorf) – wieś w Polsce położona w województwie opolskim, w powiecie kluczborskim, w gminie Kluczbork. W latach 1975–1998 miejscowość należała administracyjnie do województwa opolskiego.

## Historia
Od 1774 r. wies posiadała pieczęć gminną, na której wizerunku przedstawiono drzewo wyrastające z murawy.
W Biadaczu istnieje Ludowy Zespół Sportowy (LZS), założony w 1961 roku. W sezonie 2012/2013 występuje w B klasie, grupy Kluczbork.

## Części wsi
| SIMC    | Nazwa       | Rodzaj    |
| ------- | ----------- | --------- |
| 0496290 | Brodnica    | część wsi |
| 0496308 | Kamienisko  | część wsi |
| 0496314 | Przybkowice | część wsi |
| 0496320 | Wrzosy      | część wsi |

## Zabytki
Do wojewódzkiego rejestru zabytków wpisany jest:
- kościół ewangelicki, obecnie rzymsko-katolicki pw. św. Józefa Robotnika z l. 1842-3.